# Alfred Chaima
Alfred Mateyu Chaima (* 14. Juli 1970 in Nambera) ist ein malawischer römisch-katholischer Geistlicher und Bischof von Zomba.

## Leben
Alfred Chaima besuchte die Grundschule in Lihaka und ab 1986 das Kleine Seminar St. Pius XII. Anschließend studierte er Philosophie am Priesterseminar St. Anthony in Kachebere (1991–1994) und Katholische Theologie am Priesterseminar St. Peter in Zomba (1994–1998). An der Universität von Malawi erlangte er ein Diplom in Katholischer Theologie. Chaima wurde am 19. Januar 1998 in der Kathedrale Sacred Heart in Zomba zum Diakon geweiht und empfing am 4. Juli desselben Jahres in der Kathedrale Our Lady of Wisdom in Blantyre durch den Erzbischof von Blantyre, James Chiona, das Sakrament der Priesterweihe für das Erzbistum Blantyre.
Chaima unterrichtete zunächst an der St. Patrick’s Secondary School und wirkte als Pfarrvikar in Mzedi, bevor er im Jahr 2000 Rektor des Kleinen Seminars St. Pius XII wurde. Von 2000 bis 2001 war er zusätzlich Pfarrer in Njuli. 2004 wurde Alfred Chaima für weiterführende Studien an die Katholische Universität von Ostafrika entsandt, an der er einen Bachelor in Katholischer Theologie und ein Lizenziat in Pastoraltheologie erwarb und schließlich 2010 im Fach Christliche Philosophie promoviert wurde. Nach der Rückkehr in seine Heimat war Chaima als persönlicher Sekretär des Erzbischofs von Blantyre, Tarcisius Gervazio Ziyaye, und als Kanzler der Kurie (2010–2012) sowie als Pfarrvikar der Kathedrale Our Lady of Wisdom in Blantyre und als Leiter des Diözesanpastoralzentrums in Limbe (2010–2014) tätig. Von 2014 bis 2022 leitete er das Pastoralzentrum in Nantipwili. Zudem lehrte er von 2015 bis 2022 an der Universität von Malawi und von 2016 bis 2022 an der Catholic University of Malawi. Ab 2022 fungierte Chaima als Generalsekretär der Malawischen Bischofskonferenz.
Am 5. Juni 2023 ernannte ihn Papst Franziskus zum Bischof von Zomba. Der Erzbischof von Lilongwe, George Desmond Tambala OCD, spendete ihm am 12. August desselben Jahres auf dem Gelände der Zomba Catholic Secondary School die Bischofsweihe; Mitkonsekratoren waren der Erzbischof von Blantyre, Thomas Luke Msusa SMM, und der Bischof von Dedza, Peter Chifukwa.